# 志田宗大
志田 宗大（しだ むねひろ、1979年6月16日 - ）は、岩手県大船渡市出身の元プロ野球選手（外野手）。右投右打。現在は、中日ドラゴンズのアナリスト。

## 来歴

### プロ入り前
仙台育英高校では1年から3年連続で夏の甲子園に内野手で出場。青山学院大学時代は後に一緒にヤクルト入りする石川雅規と同期で、2年からは外野で4年時の2001年はセンターを守っていた。2年の大学選手権ではレギュラーで優勝。4年生の時には、翌2002年オフに読売ジャイアンツ（巨人）に自由枠で入団することになる木佐貫洋から本塁打を放つ活躍を見せている。東都大学リーグ通算95試合出場、326打数91安打、打率.279、4本塁打、34打点。ベストナイン2回受賞。仙台育英高と青山学院大ではいずれも主将を務めていた。

### プロ入り後
2001年のNPBドラフト会議でヤクルトスワローズから8巡目指名を受けて入団。
2002年、ルーキーながら40試合に出場し、プロ初本塁打も打った。
2003年には二軍でチームトップの打率.303、11盗塁を記録し、一軍は8試合の出場にとどまったものの、3割を打った。一軍で打った6安打はすべて左投手からのものだった。
2004年、毎年若手リードオフマンの台頭を課題としてあげていた若松勉監督に抜擢され、一軍に定着。自己最多の91試合に出場し、打率.251、3本塁打、4盗塁とまずまずの結果を残した。稲葉篤紀が不調の際には1番も打った。ただしシーズン当初は右投手に滅法弱く、主に真中満選手との併用となり、左投手の時に先発出場した。
2005年、北海道日本ハムファイターズへFA移籍した稲葉の穴を埋める為、青木宣親とのポジション争いになるように思われたが、志田自身の怪我により開幕一軍入りは果たせず、その結果青木が台頭した為、志田は前年に比べ出場機会を大幅に減らしてしまった。しかし二軍では打率.313、9盗塁と打撃でアピールした。
2006年も二軍で打率.289、7盗塁の好成績を残したが、一軍ではやはり守備固め・代走要員に留まった。
2007年は一軍キャンプスタートとなった。オープン戦では三塁打も記録し、幸先の良いスタートを切った。初めてほぼ一年間一軍ベンチ入りし、59試合に出場したが、主に代走・守備固めでの出場のみで、打席はわずか14打席、プロ入り後初めて安打0本のシーズンとなってしまった。
2008年は7月に一軍に昇格し、ファームで残した高打率を評価され主に代打で起用されるようになった。オリンピック期間中は青木宣親の代役として中堅手としてスタメンで起用された。
2009年はシーズン初打席で内海哲也から2004年以来となる本塁打を記録しお立ち台に上がる。クライマックスシリーズ1stステージ第3戦では、8回表1死満塁のチャンスで代打に起用されたが併殺打に倒れる。
2010年は一軍昇格がなく、9月26日、シーズン限りでの現役引退を発表。10月10日のシーズン最終戦の対広島東洋カープ24回戦（神宮神宮野球場）で同じく引退を発表したユウキと共に引退試合が行われた。自身は8回裏1死から飯原誉士の代打で現役最終打席に立ち、梅津智弘から三ゴロに倒れた。9回表は右翼手を担い、現役生活を終えた。

### 引退後
引退後は、スコアラーとしてヤクルトに残る。
2015年第1回WBSC世界野球プレミア12で、日本代表チーム侍ジャパンのスコアラーを務める。
2016年侍ジャパン強化試合、対チャイニーズタイペイ戦でスコアラーを務める。同年11月の強化試合、対メキシコ、オランダ戦でスコアラーを務める。
2017年第4回ワールド・ベースボール・クラシック（WBC）でスコアラーを務める。同年11月の第1回アジアプロ野球チャンピオンシップでもスコアラーを務めた。
2018年からは、当時巨人のゼネラルマネージャーであった鹿取義隆が侍ジャパンのテクニカルディレクターを務めていた縁で、巨人のスコアラーに移籍。当初は広島に駐在し、広島東洋カープとの戦績改善に貢献した。2024年シーズンは投手陣の担当で、先発投手の次回登板への対策を練り、チーム防御率の改善、菅野智之の復活など、チームのリーグ優勝の一助となった。
2025年からは、中日ドラゴンズに移籍。同チームは2025年シーズンより現場運営部内の「チーム戦略グループ」を「データ戦略グループ」へ改称し、アナリストの肩書を新設することとなり、志田は「ゲーム戦略アナリスト兼コーディネーター」を担う。

## 選手としての特徴・人物
走攻守にバランスが取れた外野手。現役時代は主に代打や守備固めなどバイプレーヤーとして活躍した。
データ分析能力に定評があり、日本代表スコアラー時代は、第4回WBC日本代表の監督を務めた小久保裕紀（大学時代の先輩）や後任監督の稲葉篤紀（ヤクルト時代の先輩）から厚い信頼を得ている。
座右の銘は「運命を愛し希望に生きる」。

## 詳細情報

### 年度別打撃成績
| 年 度     | 球 団     | 試 合 | 打 席 | 打 数 | 得 点 | 安 打 | 二 塁 打 | 三 塁 打 | 本 塁 打 | 塁 打 | 打 点 | 盗 塁 | 盗 塁 死 | 犠 打 | 犠 飛 | 四 球 | 敬 遠 | 死 球 | 三 振 | 併 殺 打 | 打 率 | 出 塁 率 | 長 打 率 | O P S |
| --------- | --------- | ----- | ----- | ----- | ----- | ----- | -------- | -------- | -------- | ----- | ----- | ----- | -------- | ----- | ----- | ----- | ----- | ----- | ----- | -------- | ----- | -------- | -------- | ----- |
| 2002      | ヤクルト  | 40    | 80    | 73    | 8     | 15    | 2        | 0        | 1        | 20    | 4     | 1     | 1        | 2     | 0     | 4     | 0     | 1     | 22    | 0        | .205  | .256     | .274     | .530  |
| 2003      | ヤクルト  | 8     | 20    | 19    | 3     | 6     | 1        | 0        | 0        | 7     | 0     | 0     | 0        | 0     | 0     | 1     | 0     | 0     | 6     | 0        | .316  | .350     | .368     | .718  |
| 2004      | ヤクルト  | 91    | 195   | 175   | 30    | 44    | 6        | 2        | 3        | 63    | 10    | 4     | 0        | 5     | 1     | 14    | 0     | 0     | 36    | 2        | .251  | .305     | .360     | .665  |
| 2005      | ヤクルト  | 26    | 27    | 25    | 7     | 3     | 0        | 0        | 0        | 3     | 3     | 1     | 0        | 1     | 0     | 0     | 0     | 1     | 7     | 1        | .120  | .154     | .120     | .274  |
| 2006      | ヤクルト  | 41    | 28    | 27    | 7     | 5     | 0        | 0        | 0        | 5     | 0     | 1     | 1        | 0     | 0     | 1     | 0     | 0     | 6     | 0        | .185  | .214     | .185     | .399  |
| 2007      | ヤクルト  | 59    | 14    | 13    | 9     | 0     | 0        | 0        | 0        | 0     | 0     | 2     | 0        | 0     | 0     | 1     | 0     | 0     | 3     | 0        | .000  | .071     | .000     | .071  |
| 2008      | ヤクルト  | 40    | 53    | 45    | 6     | 10    | 1        | 0        | 0        | 11    | 1     | 3     | 1        | 4     | 0     | 4     | 0     | 0     | 5     | 2        | .222  | .286     | .244     | .530  |
| 2009      | ヤクルト  | 14    | 22    | 21    | 3     | 4     | 0        | 0        | 1        | 7     | 2     | 0     | 0        | 0     | 0     | 1     | 0     | 0     | 7     | 0        | .190  | .227     | .333     | .561  |
| 2010      | ヤクルト  | 1     | 1     | 1     | 0     | 0     | 0        | 0        | 0        | 0     | 0     | 0     | 0        | 0     | 0     | 0     | 0     | 0     | 0     | 0        | .000  | .000     | .000     | .000  |
| 通算：9年 | 通算：9年 | 320   | 440   | 399   | 73    | 87    | 10       | 2        | 5        | 116   | 20    | 12    | 3        | 12    | 1     | 26    | 0     | 2     | 92    | 5        | .218  | .269     | .291     | .561  |

### 年度別守備成績
| 年 度 | 球 団    | 外野  | 外野  | 外野  | 外野  | 外野  | 外野     |
| 年 度 | 球 団    | 試 合 | 刺 殺 | 補 殺 | 失 策 | 併 殺 | 守 備 率 |
| ----- | -------- | ----- | ----- | ----- | ----- | ----- | -------- |
| 2002  | ヤクルト | 22    | 32    | 2     | 0     | 0     | 1.000    |
| 2003  | ヤクルト | 7     | 6     | 0     | 0     | 0     | 1.000    |
| 2004  | ヤクルト | 74    | 88    | 1     | 2     | 0     | .978     |
| 2005  | ヤクルト | 20    | 11    | 0     | 0     | 0     | 1.000    |
| 2006  | ヤクルト | 17    | 5     | 1     | 0     | 0     | 1.000    |
| 2007  | ヤクルト | 51    | 11    | 0     | 0     | 0     | 1.000    |
| 2008  | ヤクルト | 13    | 10    | 0     | 0     | 0     | 1.000    |
| 2009  | ヤクルト | 7     | 4     | 0     | 0     | 0     | 1.000    |
| 2010  | ヤクルト | 1     | 0     | 0     | 0     | 0     | .000     |
| 通算  | 通算     | 212   | 167   | 4     | 2     | 0     | .988     |

### 記録
- 初出場：2002年5月25日、対横浜ベイスターズ7回戦（明治神宮野球場）、7回表に中堅手で出場
- 初打席・初安打：同上、9回裏に吉見祐治から左前安打
- 初先発出場：2002年5月28日、対読売ジャイアンツ10回戦（明治神宮野球場）、1番・中堅手で先発出場
- 初盗塁：2002年6月7日、対横浜ベイスターズ9回戦（横浜スタジアム）、8回表に二盗（投手：細見和史、捕手：中村武志）
- 初打点：同上、9回表に田﨑昌弘から左前2点適時打
- 初本塁打：2002年7月31日、対広島東洋カープ17回戦（明治神宮野球場）、5回裏に河内貴哉から左越ソロ

### 背番号
- 67 （2002年）
- 0 （2003年 - 2010年）